# Vallariopsis
Vallariopsis es un género monotípico de fanerógamas de la familia Apocynaceae. Contiene una única especie: Vallariopsis lanceifolia (Hook.f.) Woodson. Es originario del oeste de Malasia.

## Taxonomía
Vallariopsis lanceifolia fue descrita por (Hook.f.) Woodson y publicado en Philippine Journal of Science 60: 228. 1936.
Sinonimia
- Vallaris lancifolia Hook.f., Fl. Brit. India 3: 651 (1882).[2]